# Heinrich E. Weber
Heinrich Egon Weber (* 27. März 1932 in Osnabrück; † 2. Mai 2020 in Bramsche) war ein deutscher Vegetationskundler, Musikwissenschaftler und Hochschullehrer. Sein wissenschaftliches Kürzel ist H.E.Weber.

## Leben
Der Sohn des Musiklehrers, Komponisten und Chorleiters Wilhelm (Willy) Weber (1900–1972) und der Helene Weber geb. Fergas (1903–1973) legte 1951 in Osnabrück das Abitur ab. Danach studierte er ab 1953 die Fächer Musik und Biologie für das Lehramt an höheren Schulen an der Musikhochschule und gleichzeitig an der Universität Hamburg. Für beide Fachgebiete hatte Weber schon als Schüler ein großes Interesse entwickelt. 1956 legte er das 1. Staatsexamen mit einem musikwissenschaftlichen Thema ab. In seiner Arbeit beschäftigte er sich mit dem Komponisten Leonhard Lechner, die er in der Folge als Dissertation ausarbeitete. 1962 wurde er nach Abschluss des Staatsexamens im Fach Biologie mit der Arbeit Die Beziehungen zwischen Musik und Text in den lateinischen Motetten Leonhard Lechners an der Universität Hamburg zum Dr. phil. promoviert. Das 1. Staatsexamen für Biologie legte er ebenfalls an der Universität Hamburg ab, wo Heinz Ellenberg einer seiner akademischen Lehrer war.
Da er sich nach seiner musikwissenschaftlichen Promotion entschied, wissenschaftlich in der Botanik zu arbeiten, legte er eine Dissertation über die Vegetation und Ökologie der Wallhecken in Schleswig-Holstein vor, mit der er bei dem Geobotaniker Ernst-Wilhelm Raabe an der Universität Kiel zum Dr. rer. nat. promoviert wurde. Von 1966 bis 1968 war Weber wissenschaftlicher Assistent bei Raabe am Botanischen Institut der Universität Kiel.
Bei seiner Arbeit über die Wallhecken erkannte Weber die Bedeutung der Brombeerarten, die in zahlreichen Sippen in diesen Biotopen vorkommen und diese prägen. Da es nur wenige Botaniker gibt, die fundierte Kenntnis über die Floristik der Brombeeren haben, hat sich Weber in diese Gattung eingearbeitet und sich in einer Arbeit auf die Taxonomie, Morphologie, Chorologie, Soziologie und Ökologie der zahlreichen Brombeer-Arten spezialisiert. Diese Arbeit veröffentlichte er als Monographie mit dem Titel Die Gattung Rubus L. (Rosaceae) im nordwestlichen Europa.
1968 beendete Weber seine Tätigkeit als Wissenschaftlicher Assistent an der Universität Kiel und wechselte in den Höheren Schuldienst in Hamburg, wo er zunächst Studienassessor wurde. 1970 bekam er eine Stelle als Studienrat am Gymnasium in Melle.
1973 erhielt er einen Ruf auf den Lehrstuhl für Biologie und Didaktik der Biologie an der Universität Osnabrück, Abteilung Vechta, wo er bis zu seiner Emeritierung im Jahr 2000 lehrte.
Heinrich E. Weber war seit 1969 mit Elisabeth Weber geborene Dreyer verheiratet. Das Ehepaar hat zwei erwachsene Töchter und wohnt in Bramsche.

## Hauptforschungsgebiete
- Taxonomie und Biodiversität der Farn- und Blütenpflanzen (besonders der Gattung Rubus)
- Entwicklung und Stand der Flora in Westniedersachsen mit angrenzendem Westfalen
- Syntaxonomie insbesondere der Gebüschgesellschaften
- Naturschutzmanagement, unter anderem Regeneration von Hochmooren
- Syntaxonomische Nomenklatur

## Ehrungen
- 1992: Ehrenmitglied der Tschechischen Botanischen Gesellschaft
- 1997: Ehrenmitglied des Naturwissenschaftlichen Vereins Bremen
- 2000: Ehrenmitglied der Bayerischen Botanischen Gesellschaft
- 2003: Bundesverdienstkreuz am Bande
- 2005: Dr. rer. nat. h. c. des Fachbereichs Umweltwissenschaften der Universität Lüneburg
- 2006: Ehrenmitglied der Floristisch-Soziologischen Arbeitsgemeinschaft
- 2007: Ehrenpräsident des Naturwissenschaftlichen Vereins Osnabrück
- 2009: Reinhold-Tüxen-Preis

## Dedikationsnamen
- Rubus henrici-egonis Holub 1991 (Vorkommen in Tschechien, Polen, Slowakei)
- Rubus weberanus Monasterio-Huelin 1993 (Portugal, Spanien)
- Rubus bonus-henricus Matzke-Hajek 1995 (Deutschland, Luxemburg)
- Rubus henrici-weberi Beek 1997 (Deutschland, Niederlande)
- Rubus batos-weberi Loos 1999 (Deutschland)
- Halolaelaps weberi Blaszak & Ehrnsberger 1998 (Milbenart, Europa)

## Schriften
- Die Beziehungen zwischen Musik und Text in den lateinischen Motetten Leonhard Lechners, Dissertationsschrift, Hamburg 1961
- Über die Vegetation der Knicks in Schleswig-Holstein, Dissertationsschrift, Kiel 1967 (im Druck als Heft 15 der Mitteilungen der Arbeitsgemeinschaft für Floristik in Schleswig-Holstein und Hamburg (2 Teilbände), Arbeitsgemeinschaft für Floristik in Schleswig-Holstein und Hamburg, Kiel 1967)
- Die Gattung Rubus L. (Rosaceae) im nordwestlichen Europa. Vom nordwestdeutschen Tiefland bis Skandinavien mit besonderer Berücksichtigung Schleswig-Holsteins, Band 7 der Phanerogamarum monographiae, Cramer, Lehre 1972 (ISBN 3-7682-0858-3)
- Vegetation des Naturschutzgebiets Balksee und Randmoore (Kreis Cuxhaven). Dokumentation und Vorschläge für ein Pflegeprogramm zur Erhaltung der schutzwürdigen Pflanzen und Pflanzengesellschaften, Heft 9 der Reihe Naturschutz und Landschaftspflege in Niedersachsen, Niedersächsisches Landesverwaltungsamt, Hannover 1978 (ISBN 3-922321-08-9)
- Revision der Sektion Corylifolii (Gattung Rubus, Rosaceae) in Skandinavien und im nördlichen Mitteleuropa, Sonderbände des Naturwissenschaftlichen Vereins in Hamburg (Band 4), Parey, Hamburg und Berlin 1981 (ISBN 3-490-13396-X)
- zusammen mit Hans Oluf Martensen, Anfred Pedersen et al.: Atlas der Brombeeren von Dänemark, Schleswig-Holstein und dem benachbarten Niedersachsen (Gattung Rubus L., Sektionen Rubus und Corylifolii), Heft 5 der Reihe Forschungen und Berichte zu Naturschutz und Landschaftspflege, Niedersächsisches Landesverwaltungsamt, Hannover 1983 (ISBN 3-922321-19-4)
- zusammen mit Anfred Pedersen et al.: Atlas der Brombeeren von Niedersachsen und Bremen (Gattung Rubus L. subgenus Rubus), Band 28 der Reihe Naturschutz und Landschaftspflege in Niedersachsen, Niedersächsisches Landesamt für Ökologie, Hannover 1993 (ISBN 3-922321-64-X)
- Illustrierte Flora von Mitteleuropa
  - als Herausgeber von Band 4: Angiospermae – Dicotyledones 2 (2), 3., völlig neu bearbeitete und erweiterte Auflage, Weißdorn-Verlag, Jena 1995 (ISBN 3-8263-3016-1)
  - als Herausgeber von Band 4, Teil 2, C.: Spermatophyta. Angiospermae. Dicotyledones 2 (4), 2., völlig neu bearbeitete und erweiterte Auflage, Weißdorn-Verlag, Jena 2003 (ISBN 3-8263-3065-X)
- Rubi Westfalici. Die Brombeeren Westfalens und des Raumes Osnabrück (Rubus L., Subgenus Rubus). Bestimmung, Taxonomie, Nomenklatur, Ökologie, Verbreitung, in der Reihe Abhandlungen aus dem Westfälischen Museum für Naturkunde (47. Jahrgang, Heft 3), Westfälische Vereinsdruckerei, Münster 1985
- Flora von Südwest-Niedersachsen und dem benachbarten Westfalen, Wenner, Osnabrück 1995 (ISBN 3-87898-340-9)
- als Bearbeiter: Franguletea = Faulbaum-Gebüsche, herausgegeben von Hartmut Dierschke als Heft 4 der Reihe Synopsis der Pflanzengesellschaften Deutschlands, Floristisch-Soziologische Arbeitsgemeinschaft, Göttingen 1998
- als Bearbeiter: Rhamno-Prunetea = Schlehen- und Traubenholunder-Gebüsche, herausgegeben von Hartmut Dierschke als Heft 5 der Reihe Synopsis der Pflanzengesellschaften Deutschlands, Floristisch-Soziologische Arbeitsgemeinschaft, Göttingen 1999
- als Bearbeiter: Salicetea arenariae = Dünnweiden-Gebüsche, herausgegeben von Hartmut Dierschke als Heft 6 der Reihe Synopsis der Pflanzengesellschaften Deutschlands, Floristisch-Soziologische Arbeitsgemeinschaft, Göttingen 1999
- zusammen mit Jaroslav Moravec und Jean-Paul Theurillat: Internationaler Code der pflanzensoziologischen Nomenklatur (ICPN) (International Code of Phytosociological Nomenclature), 3. Auflage, herausgegeben von Hartmut Dierschke als Sonderheft 1 der Reihe Synopsis der Pflanzengesellschaften Deutschlands, Floristisch-Soziologische Arbeitsgemeinschaft, Göttingen 2001
- Gebüsche, Hecken, Krautsäume, in der Reihe Ökosysteme Mitteleuropas aus geobotanischer Sicht, Ulmer, Stuttgart-Hohenheim 2003 (ISBN 3-8001-4163-9)
- als Herausgeber zusammen mit Ernst Preising: Die Pflanzengesellschaften Niedersachsens. Teil  2: Wälder und Gebüsche, Niedersächsisches Landesamt für Ökologie (Abteilung Naturschutz), Hannover 2003 (ISBN 3-922321-89-5)
- Batologici europaei illustrati et breviter descripti. 2009 → (online)